# 1954 FIFAワールドカップ・決勝
1954年FIFAワールドカップ決勝は、FIFA史上5度目のワールドカップとなった1954年FIFAワールドカップの決勝戦である。試合は1954年7月4日、スイスのベルンにあるヴァンクドルフ・スタジアムで行われ、西ドイツが3-2でハンガリーのゴールデンチームを下した。グループリーグではハンガリーが西ドイツを8-3で破っていた。
サッカーだけでなく、この試合がドイツとハンガリーの第二次世界大戦後の歴史に永続的な影響を与えたとする歴史家もいる。西ドイツでは第二次世界大戦の敗戦と非ナチス化の後に国際的な認知を取り戻したという感覚に、ハンガリーでは1956年のハンガリー革命に向けた共産党権威主義体制への不満に貢献した。 ドイツでは、1954年の決勝戦は「ベルンの奇跡」（ドイツ語：Wunder von Bern）と呼ばれている。
この優勝により、西ドイツは4度目となるワールドカップのタイトルを獲得。他のタイトルは1974年と1990年に西ドイツとして、そして2014年にドイツとして獲得した。西ドイツは当時、ウルグアイ（1930年と1950年）、イタリア（1934年と1938年）に続く3番目のワールドカップ優勝国となったが、ウルグアイやイタリアとは異なり、開催国ではなくゲスト国として初優勝を飾った。ハンガリーにとって、1954年の準優勝は、1938年の準優勝と並ぶワールドカップでの最高成績である。1954年大会は、これまでのFIFAワールドカップで唯一、中央ヨーロッパから2チームが決勝に進出した大会である。

## 試合前

### ハンガリー
ハンガリーの伝説的なゴールデンチーム（マイティ・マジャールとしても知られる）は、1954年のワールドカップで優勝候補に挙げられていた。 決勝戦までの5年間、ハンガリーは31戦無敗を続けていた（公式な国際試合とはみなされない1952年の東ドイツ戦を含めると32戦）。また、ハンガリーはオリンピック王者であり、1953年には中央ヨーロッパ国際カップの覇者でもあった。1953年、ハンガリーはウェンブリーでイングランドを6-3で破り、イギリスとアイルランド以外で初めてホームでイングランドを破ったチームとなり、ワールドカップ直前にはブダペストでイングランドを7-1で粉砕していた。ハンガリーは、1954年ワールドカップの予選を戦う必要がなかったが、対戦相手のポーランドが見込み不足で辞退したためである。

ハンガリー代表のメンバーには、フォワードのサンドル・コチシュ、フェレンツ・プシュカーシュ、攻撃的ミッドフィルダーのナンドル・ヒデグチ、ハーフバックのヨーツェフ・ボジック、アウトサイド・フォワードのゾルタン・チボル、ゴールキーパーのギュラ・グロシッチなど、その実力が高く評価され、よく知られた選手が何人かいた。ハンガリーのスポーツ担当副大臣でもあったグシュターフ・セベス監督とMTKのマールトン・ブコヴィ監督は、1950年代前半のヨーロッパサッカーで標準的だった堅固なWMフォーメーションをさらに発展させたと評価されている。
センターフォワードとして名を連ねていたヒデグクチを中盤に下げ、インサイドフォワードのプシュカーシュとコチシュのスペースを作ること、ボジッチを深い位置のプレーメーカーとして起用し、もう一人のハーフバックであるヨゼフ・ザカリアシュがボジッチをカバーすること、フルバックに攻撃を、ウイングに守備をアシストすることを要求すること、固定された役割と厳しいマンマークに慣れた対戦相手に混乱をもたらす柔軟なポジションプレーを導入することなどがその革新的な例であった。

### 西ドイツ
第二次世界大戦後、西ドイツ、東ドイツ、ザール保護領の3つのドイツがFIFAに加盟したのは1950年末のことだった。その結果、ドイツは1950年のFIFAワールドカップを逃した。1950年代初頭、ゼップ・ヘルベルガーは1936年から1942年まで務めていた代表監督を再開し、1. FCカイザースラウテルンは1951年と1953年のドイツチャンピオンで、ベテランのプレーメーカー、フリッツ・ヴァルターが率いていた。
選手たちはセミプロ（Vertragsspieler）であり、しばしば副業をしたり、収入を支えるためにビジネスを所有していた。1954年の大会に先立ち、西ドイツは数回の親善国際試合と短い予選（ノルウェー戦とザール戦）しか行っていなかった。このように国際試合に出場していなかったため、国内外からの観衆はドイツチームの質について不明確なままだった
ヘルベルガーは、ディフェンスでは明確な役割分担を提唱していたが、攻撃では「ヘルベルガー旋風」と呼ばれるように、相手のディフェンスを崩すためにポジションチェンジを繰り返していた[1]。

## 決勝までの道のり
| Team       | Pld | W | D | L | GF | GA | Pts |
| ---------- | --- | - | - | - | -- | -- | --- |
| ハンガリー | 2   | 2 | 0 | 0 | 17 | 3  | 4   |
| 西ドイツ   | 2   | 1 | 0 | 1 | 7  | 9  | 2   |
| トルコ     | 2   | 1 | 0 | 1 | 8  | 4  | 2   |
| 韓国       | 2   | 0 | 0 | 2 | 0  | 16 | 0   |

| Team       | Pld | W | D | L | GF | GA | Pts |
| ---------- | --- | - | - | - | -- | -- | --- |
| ハンガリー | 2   | 2 | 0 | 0 | 17 | 3  | 4   |
| 西ドイツ   | 2   | 1 | 0 | 1 | 7  | 9  | 2   |
| トルコ     | 2   | 1 | 0 | 1 | 8  | 4  | 2   |
| 韓国       | 2   | 0 | 0 | 2 | 0  | 16 | 0   |

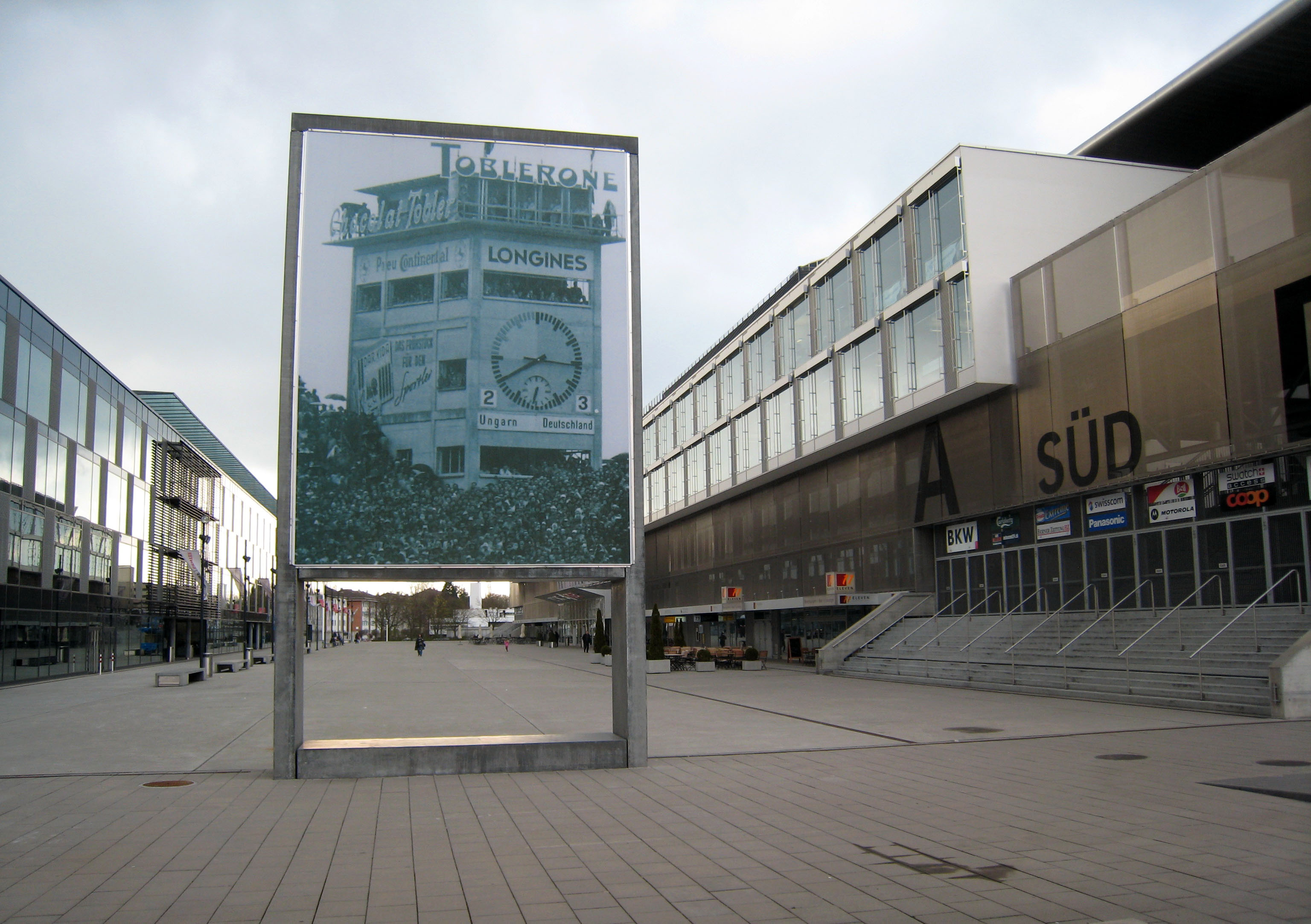
ヴァンクドルフの後継スタジアムであるスタッド・ド・スイスの前にある、1954年の決勝戦の有名な写真

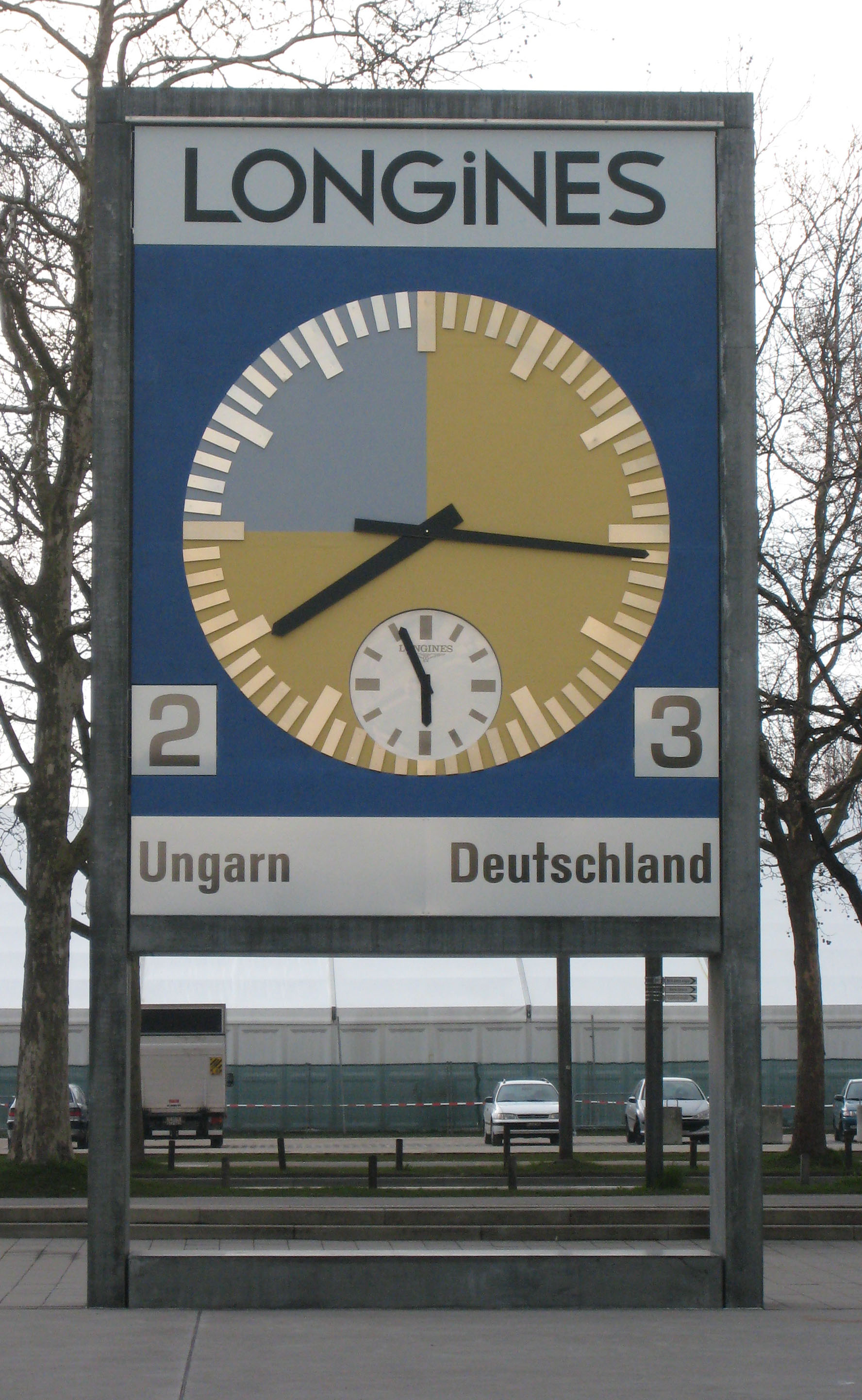
スタッド・ド・スイスの前に設置されている修復された試合時計

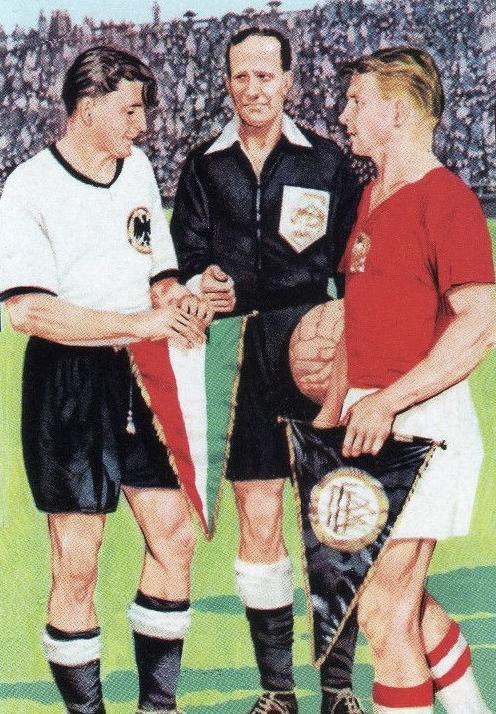
キャプテンのフリッツ・ワルターとフェレンツ・プスカシュ、審判のリン（1966年のリービッヒ・フットボールカード）

プスカシュはわずか6分後、リエブリヒからのパスをインターセプトしたボジッチがスルーパスでコチシュを見つけ、チームを先制した。コチシュのブロックしたシュートがプスカシュに落ち、プスカシュが至近距離からゴールを決めた。  チボルはそのわずか2分後、ドイツの守備のミスを突いてハンガリーに2点目を追加： ボズィクからのスルーパスに反応したコールマイヤーが、バックパスでGKトニ・トゥレクをかわし、ボールをコントロールできなかった。ボジシクからのスルーパスを受けたコールマイヤーが、GKトニ・トゥレックにバックパス。
西ドイツはすぐに反撃に出る。10分、フリッツ・ワルターが左サイドでラーンをフリーにし、中央へ低いクロスを入れる。このボールは右フルバックのイェノー・ブザンスキーの股を抜け、ザカリアスがボールに突進したがそらすことしかできず、フォワードのマックス・モーロックが至近距離からシュートを決めた。その8分後、モーロックがドリブルでハンガリーのディフェンスを突破したが、センターバックのギュラ・ロラントがクリアしてコーナーに。フリッツ・ワルターがコーナーキックを短く弾くと、ブザーンスキーがクリアしてまたもコーナーキック。2度目のコーナーキックは長く高い位置からラーンに決まり、同点に追いついた。

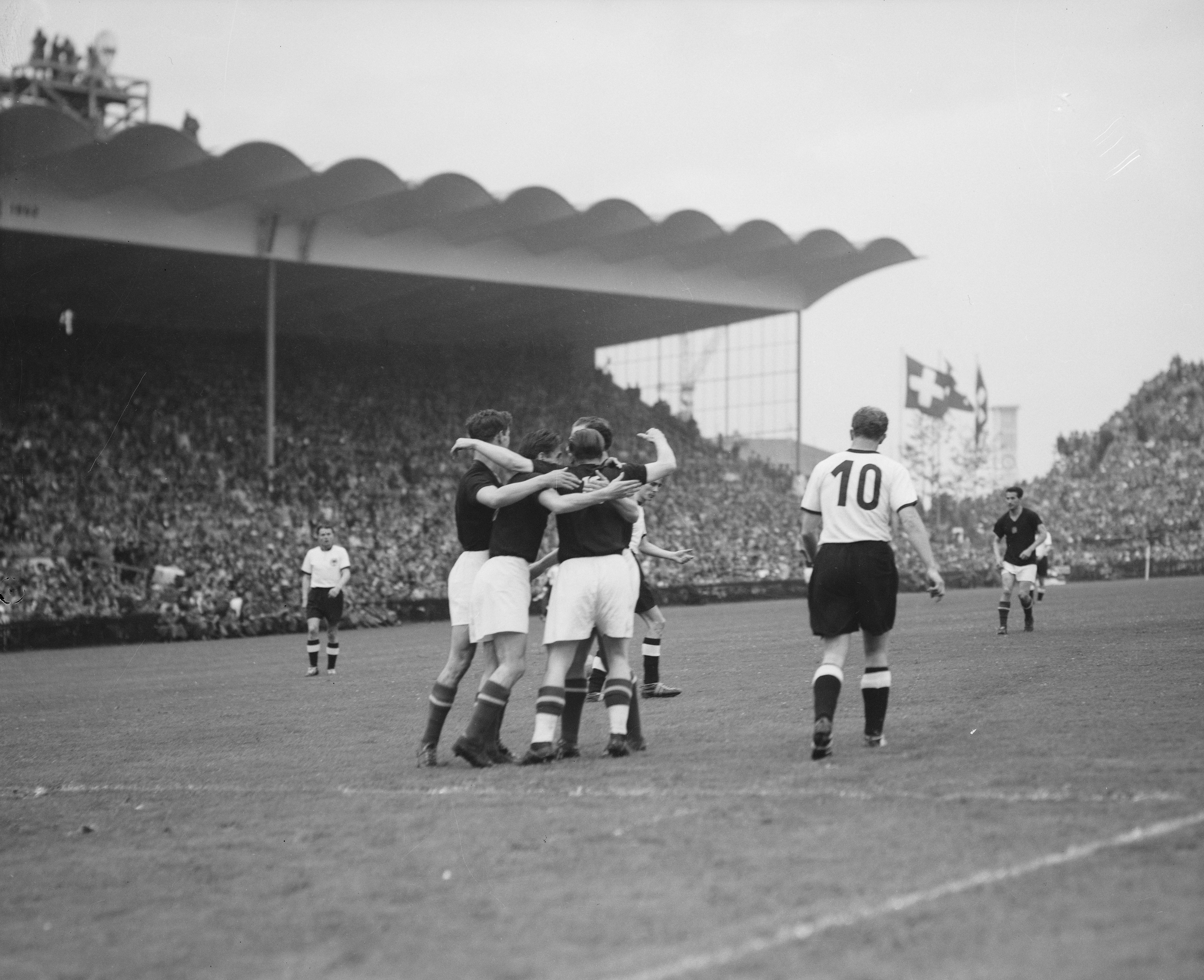
先制点を喜ぶハンガリー代表

同点に追いついたハンガリーは、その後も主導権を握り、何度か好機を迎える。23分、左サイドバックのミハーイ・ラントスがチップでボールを入れると、コチシュが頭でヒデグクチに合わせたが、ヒデグクチのボレーシュートはトゥレクの好セーブに阻まれた。その4分後にもヒデグクチがペナルティエリア手前からシュートを放ったが、ゴールポストを直撃した。前半終了間際、西ドイツにチャンスが訪れる。42分、フリッツ・ワルターがペナルティエリア内でシェーファーを見つけ、ドリブルでロランをかわし、グロシッチのセーブに遭う。ルーズボールはラーンに渡るが、ブザーンスキーがゴールライン上でクリア。.
後半、ハンガリーは攻勢に転じ、多くのチャンスを作る。再開2分後、ボジッチがプスカシュをペナルティーエリア内でフリーにするが、プスカシュはトゥレクの真正面にシュートを放つ。54分には、コールマイヤーがトスのクロスをゴールライン上で2度クリアし、その3分後には、トスのクロスをコチシュが頭で合わせたが、クロスバーに嫌われた。
67分、トゥレクはプスカシュのシュートを足でセーブし、78分にはボズィクのスルーパスをゴールラインを離れて突進してくるチボルの前でブロックした。後半最初のチャンスは72分、コーナーキックからフリッツ・ワルターがラーンをフリーでプレーさせ、ラーンがペナルティエリア手前から放った強烈なシュートはグロシッチにセーブされた。
残り6分、シェーファーがボジッチを振り切り、ペナルティエリア内に高いクロスを入れる。ラーンはラントスのクリアボールを拾い、センターフォワードのオットマール・ワルターにフェイントでパスを送り、ハンガリーのディフェンダーを振り切り、ペナルティエリア内に進入。その2分後、プシュカーシュはコチシュがフリックしたトスのスルーパスに反応し、再び同点に追いついたかに見えたが、これはオフサイドの判定だった。試合終了間際、チャイボルが再び同点に追いつくチャンスを得たが、至近距離からのシュートはまたもトゥレックに止められた。
その後すぐに試合終了のホイッスルが鳴り、試合だけでなくハンガリー代表の無敗記録にも終止符が打たれた。

### 決勝
| 1954年7月4日 17:00 |

| 西ドイツ                            | 3 - 2    | ハンガリー                  |
| モーロック 10分 · ラーン 18分, 84分 | レポート | プスカシュ 6分 · チボル 8分 |

| ヴァンクドルフ・スタディウム（ベルン） 観客数: 60,000人 主審: ウィリアム・リング |

| 西ドイツ | ハンガリー |

| GK                   | 1  | トニー・トゥレク           |
| RB                   | 7  | ヨーゼフ・ポジパル         |
| CB                   | 10 | ヴェルナー・リーブリッヒ   |
| LB                   | 3  | ヴェルナー・コールマイヤー |
| RH                   | 6  | ホルスト・エッケル         |
| LH                   | 8  | カール・マイ               |
| OR                   | 12 | ヘルムート・ラーン         |
| IR                   | 13 | マックス・モーロック       |
| CF                   | 15 | オットマール・ヴァルター   |
| IL                   | 16 | フリッツ・ヴァルター       |
| OL                   | 20 | ハンス・シェーファー       |
| 監督:                |    |                            |
| ゼップ・ヘルベルガー |    |                            |

| GK                     | 1  | グロシチ・ジュラ           |
| RB                     | 2  | ブザーンスキー・イェネー   |
| CB                     | 3  | ローラーント・ジュラ       |
| LB                     | 4  | ラントシュ・ミハーイ       |
| RH                     | 5  | ボジク・ヨージェフ         |
| CH                     | 9  | ヒデクチ・ナーンドル       |
| LH                     | 6  | ザカリアーシュ・ヨージェフ |
| OR                     | 11 | チボル・ゾルターン         |
| IR                     | 8  | コチシュ・シャーンドル     |
| IL                     | 10 | プスカシュ・フェレンツ     |
| OL                     | 20 | トート・ミハーイ           |
| 監督:                  |    |                            |
| シェベシュ・グスターヴ |    |                            |

Assistant referees:
Vincenzo Orlandini (Italy)
Sandy Griffiths (Wales)

| style="width:60%; vertical-align:top;" |
Match rules
- 90 minutes.
- 30 minutes of extra time if necessary.
- Replay if scores still level.
- No substitutions permitted.

|}

### 試合統計
| 統計             | 西ドイツ | ハンガリー |
| ---------------- | -------- | ---------- |
| ゴール数         | 3        | 2          |
| シュート数       | 15       | 26         |
| 枠内シュート数   | 10       | 16         |
| ブロックシュート | 8        | 7          |
| コーナーキック   | 7        | 5          |
| ファウル         | 10       | 7          |
| オフサイド       | 9        | 3          |
| 退場             | 0        | 0          |

spielverlagerung.deというサイトが、ヘルベルト・ツィンマーマンのラジオ実況から抽出したデータを基に、試合から60年後に作成した試合分析によると、失点を除くほとんどの項目でハンガリーが上回っていた。 ハンガリーの優位は、特に20～40分と45～70分に顕著であったが、西ドイツは前半と後半の終盤に良い局面を迎えていた。
分析によれば、ハンガリーの攻撃の多くは中央を経由しており、そのほとんどはボジッチが指揮を執り、ボジッチはハンガリーのフォワードに正確なスルーパスを何度も出していた。対照的に、ドイツチームはほとんどウイングから攻撃し、フリッツ・ワルターがボール配給者として、また柔軟な攻撃プレーヤーとして重要な役割を果たし、ピッチの一部で数的優位を生み出していた。
さらに、ツィメルマンの解説によれば、リーブリヒは6本のシュートをブロックし、9本のパスをインターセプトし、10回の1対1の対決にすべて勝利した。

## 試合後と影響

### ハンガリーの反応
この敗戦はハンガリー国民に衝撃を与えた。ブダペストでは自然発生的なデモが起こり、チームだけでなく、ゴールデン・チームの威信を利用して自らの評判を高めていたマーチャーシュ・ラコシ書記長が支配する共産主義権威主義政権にも向けられた。 ゴールキーパーのグロシッチは試合後のハンガリーの雰囲気を次のように表現した：「ハンガリーの反応はひどかった。試合後の数時間、何十万人もの人々が通りに押し寄せた。サッカーを口実に、彼らは政権に反対するデモを行った......そのデモの中に、1956年の蜂起の種があると私は信じている」。
 
セベスはチームの人選と戦術を厳しく批判され、否定的な反応の一因をセペシの感情的なラジオ・リポートに求めた。セベスは、セペシが一時的にハンガリー国営ラジオのサッカーの試合のコメントから外されたことを達成した[60]。 当局は、ハンガリーへの西側物資の密輸を黙認するなど、選手の特権を剥奪した。一部のハンガリー人がドイツの3点目のゴールを非難したグロシッチは、スパイ行為と反逆罪で告発され、一時的に軟禁され、意に反してブダペスト・ホンヴェドFCから地方チームのFCタタバーニャに移籍させられた。

### ドイツの反応
予期せぬ勝利は、第二次世界大戦後、国際的な認知の欠如に苦しみ、民族の誇りを表現することがまだ最近の過去に汚染されていたドイツ全土に陶酔の波を呼び起こした。1954年の勝利を戦後ドイツ史のターニングポイントと表現した広報担当者もおり、特にアルトゥール・ハインリッヒやヨアヒム・フェストがそうであった。フェストの言葉を借りれば：
第二次世界大戦後、ドイツ人に重くのしかかっていたあらゆるものからの一種の解放だった......。　1954年７月４日はドイツ共和国の建国記念日である
 
またこのワールドカップ決勝は、第二次世界大戦後、世界的なスポーツイベントでドイツ国歌が演奏された初めての出来事でもあった。